# ماونتین میلز (آلاباما)
ماونتین میلز (به انگلیسی: Mountain Mills) یک منطقهٔ مسکونی در ایالات متحده آمریکا است که در آلاباما واقع شده‌است. ماونتین میلز ۱۶۴٫۹ متر بالاتر از سطح دریا قرار دارد.